# Hugo Ribeiro Carneiro

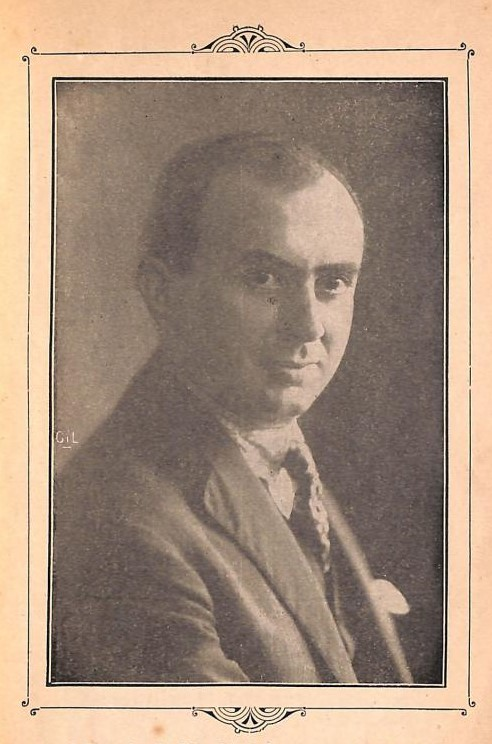
Hugo Ribeiro Carneiro

Hugo Ribeiro Carneiro (* 28. Juli 1889 in Belém, Pará; † 1979) war ein brasilianischer Rechtsanwalt, Industrieller und Politiker.

## Leben
Hugo Carneiro, der Sohn von Joaquim Soares Carneiro und Hereília Ribeiro Carneiro, entstammte einer Familie aus Ceará. Er studierte zunächst Rechtswissenschaft an der Faculdade Livre de Direito do Rio de Janeiro (1911), ging dann in den Öffentlichen Dienst als Beamter im Finanzwesen (Fazenda Nacional) und übernahm städtische und bezirkliche Richterstellen (Departamento de Tarauacá). Nach einer Stellung als Sekretär beim Gouverneur von Ceará, Justiniano de Serpa, wurde er 1922 Bundesabgeordneter (deputado federal) für Ceará. 1925 war er Superintendent der Stadt Manaus unter Gouverneur Artur Bernardes, Bundesstaat Amazonas.
1927 wurde Hugo Carneiro zum Gouverneur des Bundesterritoriums Acre (Território Federal do Acre) ernannt, dem heutigen Bundesstaat Acre. Das Amt des Gouverneurs hatte er vom 15. Juni 1927 bis 3. Juli 1930 inne, dem Jahr der Revolution von 1930, kurz bevor durch den Staatsstreich des Getúlio Vargas auch alle anderen Gouverneure ihre Posten verloren.
In seiner dreijährigen Amtszeit machte er sich insbesondere um die Modernisierung des Territoriumsgebietes und der Hauptstadt Rio Branco verdient. Er gilt als Umgestalter und Visionär seines Landes, so legte er den Grundstein für den Bau des neuen Regierungssitzes Palácio Rio Branco, heute ein Museum, dem Hauptquartier des Generalkommandos der Militärpolizei oder das Mercado Municipal, die große städtische Markthalle.
Nach dem Zweiten Weltkrieg gehörte er 1945 zusammen mit Humberto Castelo Branco, beide als Mitglieder der PSD (Partido Social Democrático, 1945–2003), zu den beiden Vertretern Acres auf der verfassungsgebenden Versammlung (Assembléia Nacional Constituinte). Er gründete die Firma „Perfumaria Carneiro“ und schrieb juristische Abhandlungen zu den Bundesterritorien. Hugo Carneiro war in der Folgezeit Abgeordneter der Deputiertenkammer. 1951 brachte er noch ein Gesetz zur Schaffung eines Appellationsgerichtes für das Territorium Acre ein.
Hugo Carneiro war verheiratet mit Adília de Freitas Carneiro, mit der er vier Söhne und zwei Töchter hatte, und lebte zuletzt in Rio de Janeiro. Nach ihm ist in Rio Branco eine Straße benannt und in Acre eine Schule.